# Bangunjiwo
Bangunjiwo is een bestuurslaag in het regentschap Bantul van de provincie Jogjakarta, Indonesië. Bangunjiwo telt 25.032 inwoners (volkstelling 2010).